# Distretto di Tiszavasvári
Il distretto di Tiszavasvári (in ungherese Tiszavasvári járás) è un distretto dell'Ungheria, situato nella provincia di Szabolcs-Szatmár-Bereg.